# Sejm zwyczajny 1666 (I)
Sejm 1666 – sejm zwyczajny I Rzeczypospolitej został zwołany 30 grudnia 1665 roku do Warszawy. 
Sejmiki przedsejmowe w województwach odbyły się: kujawski 3 lutego, a lubelski 10 lutego 1666 roku. 
Marszałkiem sejmu obrano Jan Chryzostoma Pieniążka starostę oświęcimskiego. Obrady trwały od 17 marca do 4 maja 1666 roku. Sejm został zerwany przez Kaspra Miaskowskiego. 